# 두브로브니크 공항

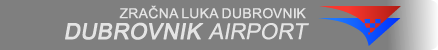

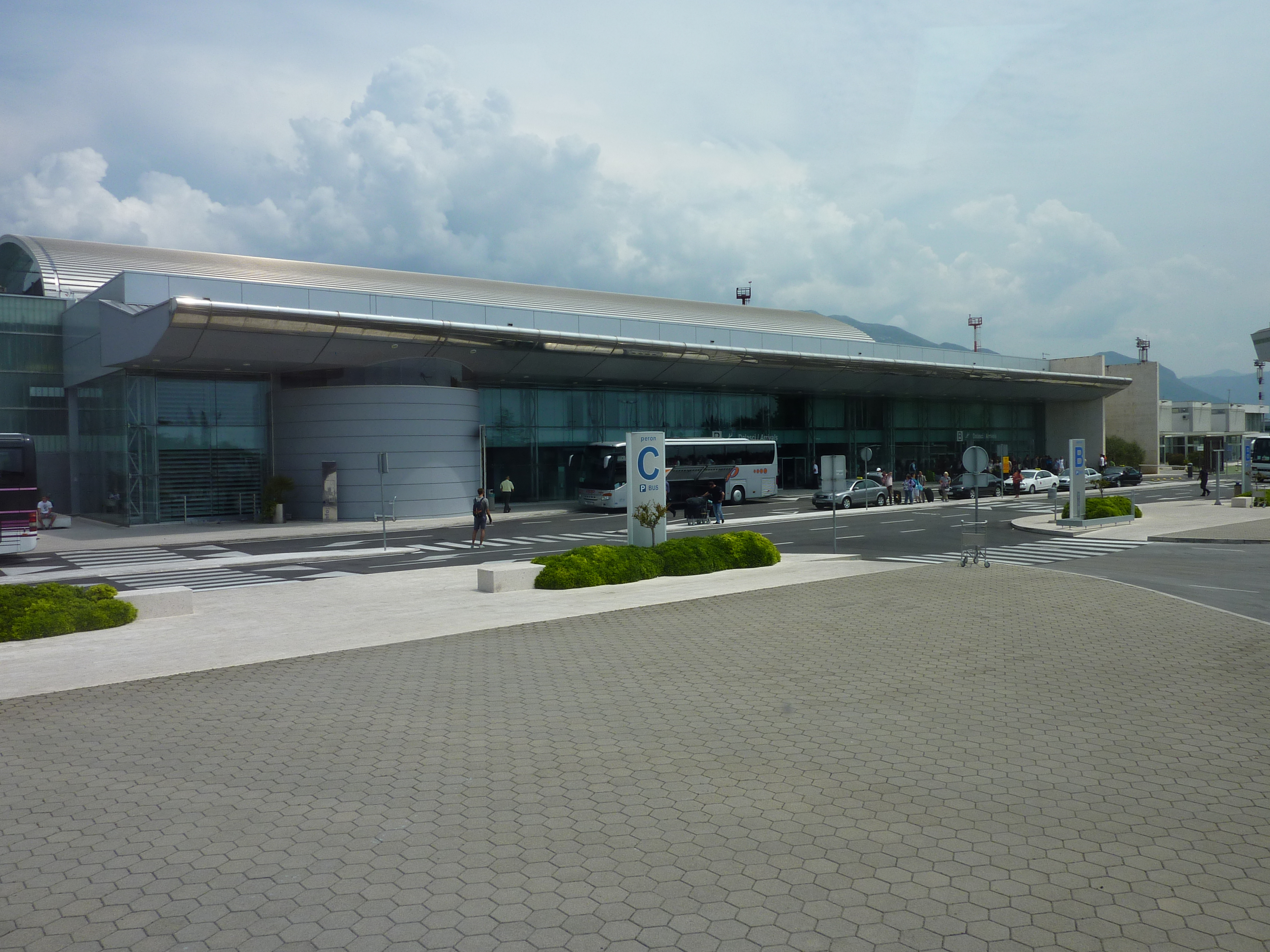

두브로브니크 공항(Dubrovnik Airport, 크로아티아어: Zračna luka Dubrovnik, IATA: DBV, ICAO: LDDU), Čilipi Airport)은 크로아티아 두브로브니크의 국제공항이다. 이 공항은 칠리피(Čilipi) 주변 두브로브니크시 중심으로부터 약 15.5킬로미터 떨어진 곳에 위치해 있다. 승객 수 부문에서 자그레브 공항, 스플리트 공항에 이어 3번째로 분주한 공항이다.